# Buckingham Park
Buckingham Park är en civil parish i  Buckinghamshire i England. Orten har 1 748 invånare (2011).